# 圣阿芒代科
圣阿芒德科（法語：Saint-Amans-des-Cots，法語發音：[sɛ̃.t‿amɑ̃ de ko]），法国阿韦龙省的一个市镇，位于该省北部偏东，属于罗德兹区，其市镇面积为41.51平方公里，2022年1月1日时人口数量为732人。
圣阿芒德科是欧布拉克、卡尔拉代斯和维亚代讷市镇公共社区的组成部分。

## 行政
圣阿芒德科的邮政编码为12460，INSEE市镇编码为12209。

## 地理

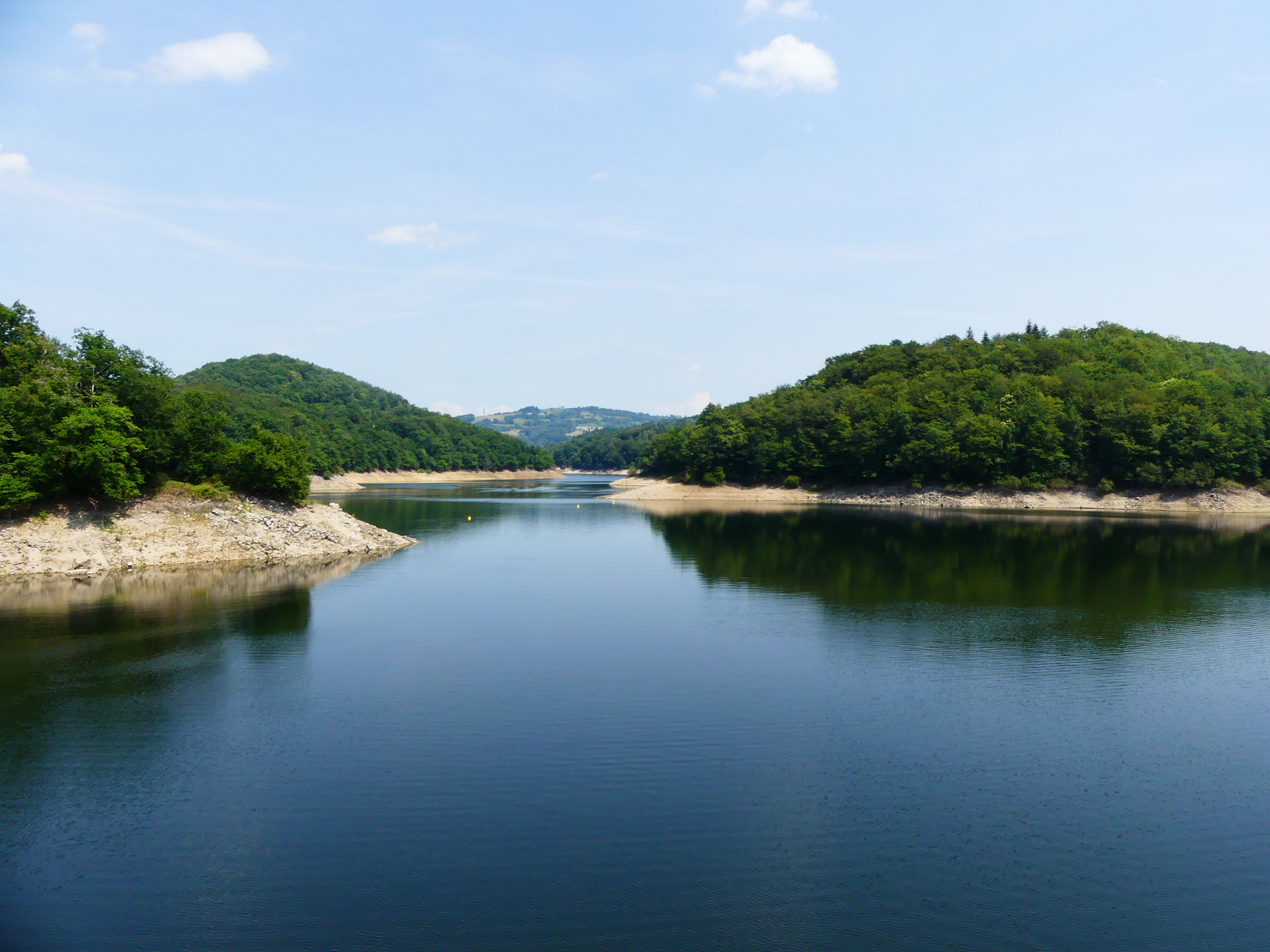
圣阿芒德科境内的莫里湖水库

圣阿芒德科（44°41'21"N, 2°39'34"E）位于法国南部，奥克西塔尼大区北部和阿韦龙省北部，距离省会罗德兹大约56公里。
与圣阿芒德科接壤的市镇包括：康普列兹、弗洛朗坦拉卡佩勒、于帕尔拉克、蒙泰济克、蒙佩鲁、圣桑福里安-德泰尼耶尔、苏拉日博讷瓦勒。
圣阿芒德科位于中央高原腹地，境内沟壑纵横，地势复杂，全境海拔在355至882米之间。
按照柯本气候分类法，圣阿芒德科属于较为典型的温带海洋性气候，全年温差较小，降水分布均匀。

## 历史
圣阿芒德科历史上长期为普通乡村，20世纪后因旅游业的发展而出现野营地。

## 交通
阿韦龙省省道D34线、D97线、D111线和D599线等经过圣阿芒德科境内。

## 人口
| 年份   | 1946  | 1954  | 1962  | 1968  | 1975 | 1982 | 1990 | 1999 | 2006 | 2007 | 2008 | 2013 | 2017 |
| ------ | ----- | ----- | ----- | ----- | ---- | ---- | ---- | ---- | ---- | ---- | ---- | ---- | ---- |
| 人口數 | 1 445 | 1 070 | 1 102 | 1 020 | 931  | 992  | 859  | 771  | 772  | 773  | 773  | 760  | 754  |